# Amphicarpaea bracteata
Amphicarpaea bracteata es una especie de planta trepadora anual o perenne perteneciente a la familia de las fabáceas, originaria de los bosques, matorrales y laderas húmedas del este de América del Norte y Asia oriental.

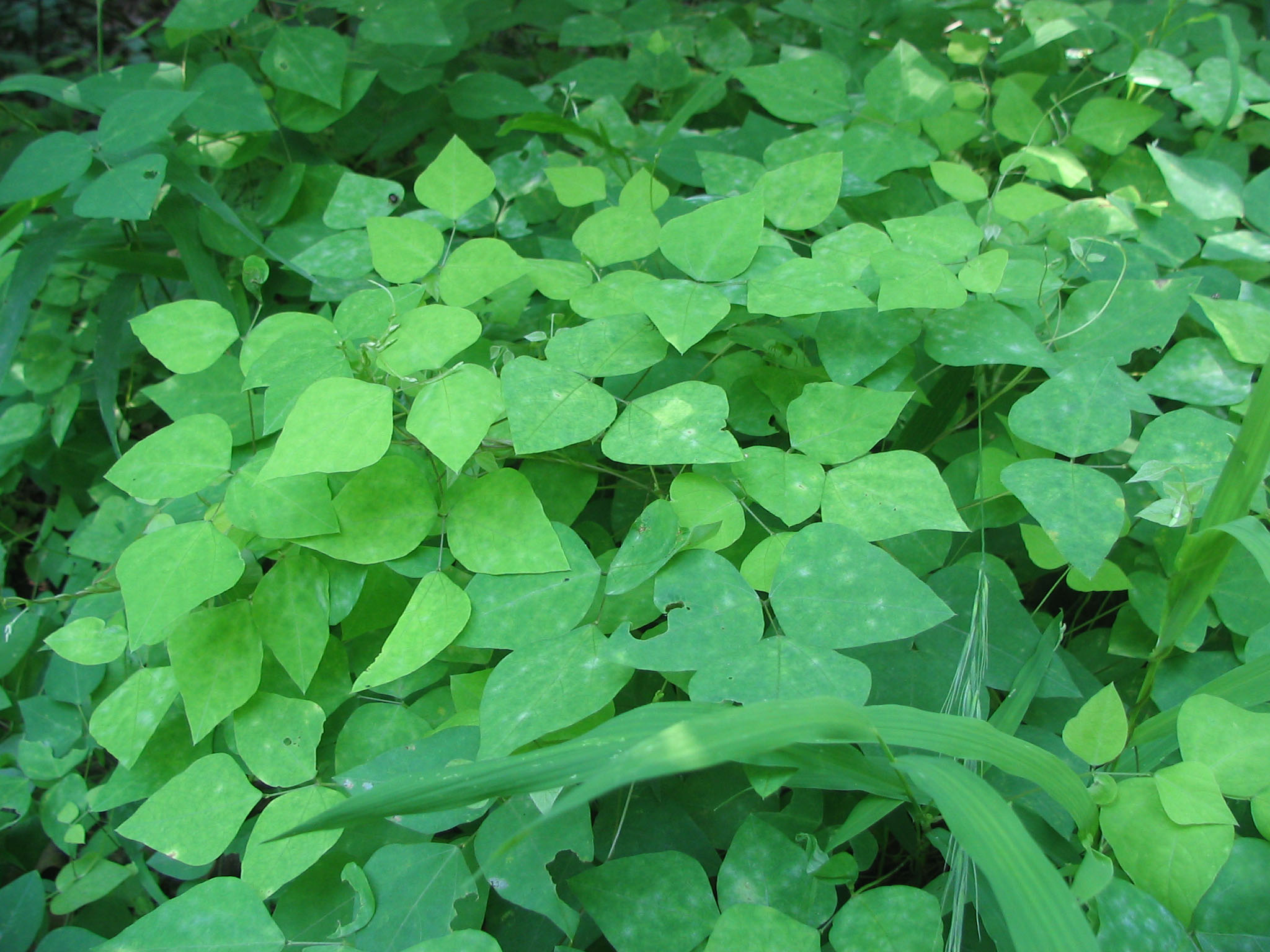
Hojas

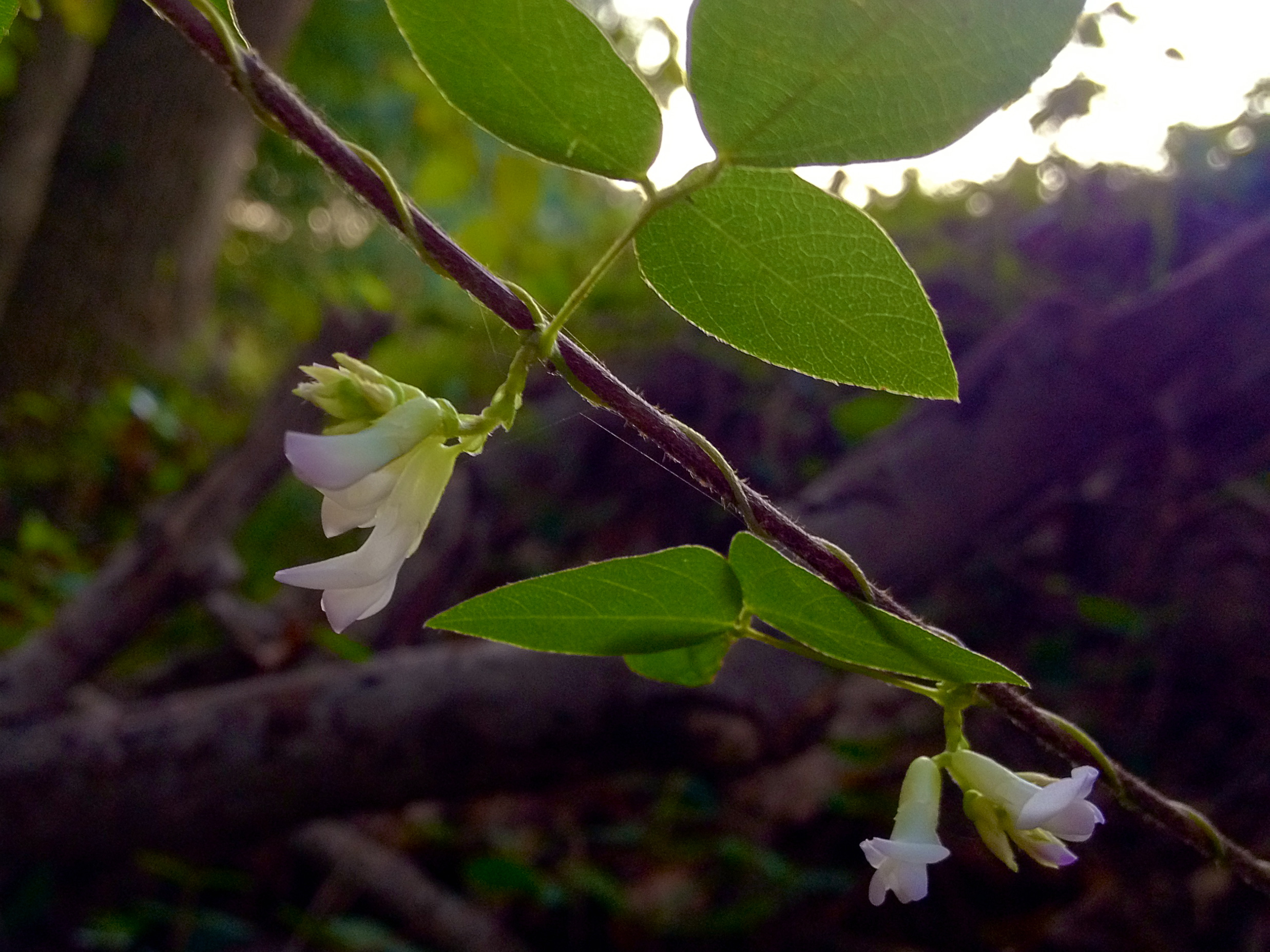
Detalle de hojas y flores

Ilustración

## Descripción
Las hojas tienen tres foliolos y se encuentran alternativamente en tallos entrelazados. Las flores son de color rosa a blanco y florecen desde finales de verano a otoño. Las flores están bien abiertas para la polinización cruzada o cerradas para la auto-polinización. Las flores cerradas pueden estar por encima o por debajo del suelo.
Las semillas de las flores abiertas se encuentran en una vaina plana, que se secan cuando maduran y dan giros para liberar las semillas. Las semillas de las flores cerradas se llevan a cabo en las vainas redondas con una sola semilla cada una. Las raíces y las semillas son comestibles. Las semillas de las flores subterráneas tienen el nombre de maní. 

## Taxonomía
Amphicarpaea bracteata fue descrita por (L.) Fernald y publicado en Rhodora 35(416): 276. 1933.
Variedad aceptada
- Amphicarpaea bracteata subsp. edgeworthii (Benth.) H.Ohashi

Sinonimia
- Amphicarpaea bracteata subsp. bracteata
- Amphicarpaea bracteata var. comosa (L.) Fernald
- Amphicarpaea bracteata var. pitcheri (Torr. & A.Gray) Fernald
- Amphicarpaea bracteata var. pitcheri (Torr. & A. Gray) Fassett
- Amphicarpaea chamaecaulis B.Boivin & Raymond
- Amphicarpaea ciliata Raf.
- Amphicarpaea comosa (L.) Loudon
- Amphicarpaea comosa (L.) Nieuwl. & Lunell
- Amphicarpaea cuspidata Raf.
- Amphicarpaea deltifolia Raf.
- Amphicarpaea elliottii Raf.
- Amphicarpaea heterophyla Raf.
- Amphicarpaea monoica (L.) Nutt.
- Amphicarpaea monoica var. comosa (L.) Eaton
- Amphicarpaea pitcheri Torr. & A.Gray
- Amphicarpaea sarmentosa Nutt.
- Amphicarpaea villosa Raf.
- Falcata bracteata (L.) Farw.
- Falcata caroliniana J.F.Gmel.
- Falcata comosa (L.) Kuntze
- Falcata pitcheri (Torr. & A.Gray) Kuntze
- Glycine bracteata L.	basónimo
- Glycine comosa L.
- Glycine monoica L.
- Glycine sarmentosa Roth
- Lobomon acutifolium Raf.
- Lobomon montanum Raf.
- Lobomon obtusifolium Raf.
- Lobomon sarmentosum (Elliott) Raf.
- Savia volubilis Raf.
- Tetrodea comosa (L.) Jacks.
- Tetrodea comosa (L.) Raf.
- Tetrodea monoica (L.) Raf.[5][6]